# Бареа, Кармен
Мария дель Кармен Бареа Кобос (исп. María del Carmen Barea Cobos; род. 5 октября 1966, Малага, Андалусия) — испанская хоккеистка на траве, полевой игрок. Олимпийская чемпионка 1992 года, участница летних Олимпийских игр 1996 и 2000 годов, серебряный призёр чемпионата Европы 1995 года.

## Биография
Кармен Бареа родилась 5 октября 1966 года в испанском городе Малага.
Играла в хоккей на траве за команду Севильского университета.
В 1990 году в составе женской сборной Испании участвовала в чемпионате мира в Сиднее, где испанки заняли 5-е место.
В 1992 году вошла в состав женской сборной Испании по хоккею на траве на летних Олимпийских играх в Барселоне и завоевала золотую медаль. Играла в поле, провела 5 матчей, забила 2 мяча (по одному в ворота сборных Южной Кореи и Германии).
В 1995 году завоевала серебряную медаль чемпионата Европы в Амстелвене.
В 1996 году вошла в состав женской сборной Испании по хоккею на траве на летних Олимпийских играх в Атланте, занявшей 8-е место. Играла в поле, провела 7 матчей, мячей не забивала.
В 1999 году участвовала в чемпионате Европы в Кёльне, где испанки заняли 5-е место.
В 2000 году вошла в состав женской сборной Испании по хоккею на траве на летних Олимпийских играх в Сиднее, занявшей 4-е место. Играла в поле, провела 8 матчей, мячей не забивала.